# Opaxorô
Opaxorô é um apetrecho da cultura Nago-vodum em forma de "cajado", feito do cipó de uma planta chamada glyphaca lateriflora abraham ou de metal prateado numa forma estilizada, inerente ao orixá Oxalufã, muito utilizado no culto da água de oxalá.

## Serventia
O opaxorô é um objeto indispensável na indumentária do orixá oxalá e na construção do ibá de Oxalufã. Simboliza a criação do mundo, do homem e a sapiência dos anciãos, servindo de apoio para locomoção deste grande orixá que é o mais velho de todos e considerado o pai da criação. Também simboliza a ligação entre o céu (Orum) e a terra (Aiê).